# Linton Hope
Linton Chorley Hope (Macclesfield, 18 aprile 1863 – Midhurst, 20 dicembre 1920) è stato un architetto e velista britannico.

## Biografia
Nato Linton Chorley Hopps, Hope venne al mondo il 18 aprile 1863 a Macclesfield da Edwin e Sara Hopps. In seguito, cambiò il suo cognome da Hopps a Hope.

### Architetto navale
Hope disegnò una gran varietà di yacht, canoe e Thames Raters. Fu nominato architetto navale dal Re dei Belgi.

### Giochi olimpici
Hope partecipò ai giochi della II Olimpiade di Parigi nel 1900, in cui vinse due medaglie d'oro nelle gare della classe da mezza a una tonnellata e nella classe aperta. Entrambe le competizioni furono vinte a bordo di Scotia, yacht da lui stesso disegnato.

### Idrovolanti
Nel 1915 Hope disegnò l'idrovolante AD Flying Boat per il dipartimento aereo dell'ammiragliato britannico.

### Vita privata
Nel 1898, Hope sposò Mabel Ellington, dalla quale ebbe un figlio e una figlia. Il figlio, Eustace Jack Linton Hope, fu ucciso nel 1941 mentre era in azione come capitano nella Royal Air Force. Linton Hope morì il 20 dicembre 1920.

## Palmarès
| Anno | Manifestazione | Sede   | Evento         | Risultato |
| ---- | -------------- | ------ | -------------- | --------- |
| 1900 | Olimpiadi      | Parigi | Classe ½-1 ton | Oro       |
| 1900 | Olimpiadi      | Parigi | Classe open    | Oro       |